# بولي فيرنانديز سيرانو
بولي فيرنانديز سيرانو (بالإسبانية: Poli Fernández) (20 مارس 1977 بإشبيلية في إسبانيا - ) هو لاعب كرة قدم إسباني في مركز الظهير. لعب مع ديبورتيفو ألافيس وريال مايوركا وريكرياتيفو ونادي إكستريمادورا وريال بيتيس بي.

## روابط خارجية
- بولي فيرنانديز سيرانو على موقع قاعدة بيانات كرة القدم.إي يو (الإنجليزية)
- بولي فيرنانديز سيرانو على موقع Soccerway.com (الإنجليزية)
- بولي فيرنانديز سيرانو على موقع عالم كرة القدم.نت (الإنجليزية)